# CounterPunch
CounterPunch (em português, "contragolpe" ) é um publicação quinzenal norte-americana que aborda sobretudotemas políticos.
Com um tamanho que varia entre 6 a 8 páginas, CounterPunch publica comentários  principalmente de Alexander Cockburn e Jeffrey St. Clair, além de colaboradores regulares. 
A publicação  é famosa pela sua cobertura crítica dos políticos Republicanos e Democratas e da sua extensivas reportagens sobre o meio-ambiente e sindicatos trabalhistas, política exterior estadunidense, e o conflito Israel-Árabe. CounterPunch considera carregar a tradição do "jornalismo-denuncia" de antigos jornalistas investigativos (como I.F. Stone e George Seldes), lançando sua abordagem com uma atitude radical.

## História
O boletim foi criado em 1994 pelo repórter investigativo Ken Silverstein. Logo juntaram os jornalistas Cockburn e St. Clair. Em 1996, Silverstein deixou a publicação, e Cockburn e st. Clair tornaram-se os co-editores desde então.
O sítio, que é atualizado diariamente, é suportado pelas receitas geradas pela newsletter.

## Colaboradores
Entre os mais notáveis colaboradores do CounterPunch estão Robert Fisk, o falecido Edward Said, Tim Wise, Ralph Nader, M. Shahid Alam, Ward Churchill, Lila Rajiva, Tanya Reinhart, Frank "Chuck" Spinney e os 2 irmãos de Alexander Cockburn Andrew e Patrick, ambos escrevendo particularmente sobre o Oriente Médio e Iraque.
Alguns escritores como Paul Craig Roberts e William Lind também podem ser encontrados no CounterPunch. O sítio regularmente publica veteranos radicais como Lenni Brenner, Fidel Castro e o falecido Stew Albert, bem como autores mais jovens, como Diane Christian, Joshua Frank, Norman Finkelstein, Ron Jacobs, Gary Leupp, Cynthia McKinney e David Price.

## Reconhecimento
The Village Voice disse que o CounterPunch "ofusca todos os seus competidores". Os artigos do CounterPunch tem sido escolhidos ou gerado artigos no Harper's, The Nation, National Journal, New York Daily News, The Washington Post, The Texas Observer e em várias outras publicações.

## Referencias
- "Adeus para Tudo Isto" (sobre o COINTELPRO), Cynthia McKinney, 18 de setembro de 2002).
- Newsletter do CounterPunch